# Онопрієнко Сергій Павлович
Сергі́й Па́влович Онопріє́нко — полковник, Державна прикордонна служба України.

## Нагороди
За особисту мужність, сумлінне та бездоганне служіння Українському народові, зразкове виконання військового обов'язку відзначений — нагороджений
- орденом «За мужність» III ступеня (13.11.2015).